# M'Cif
M'Cif là một đô thị thuộc tỉnh Msila, Algérie. Dân số thời điểm năm 2002 là 10.241 người.